# Haguenau
Haguenau (IPA: aɡ'no) település Franciaországban, Bas-Rhin megyében. Lakosainak száma 36 070 fő (2022. január 1.). Haguenau Weitbruch, Batzendorf, Biblisheim, Bischwiller, Bitschhoffen, Dauendorf, Eschbach, Forstheim, Gries, Kaltenhouse, Laubach, Leutenheim, Mertzwiller, Mietesheim, Niedermodern, Niederschaeffolsheim, Betschdorf, Oberhoffen-sur-Moder, Schirrhein, Schirrhoffen, Schweighouse-sur-Moder, Soufflenheim, Surbourg, Walbourg, Rountzenheim-Auenheim és Val-de-Moder községekkel határos.

## Népesség
A település népességének változása:
| Lakosok száma | 34 419 | 34 846 | 35 024 | 34 504 | 34 789 | 35 196 | 35 448 | 35 715 | 36 070 |
|               | 2013   | 2015   | 2016   | 2017   | 2018   | 2019   | 2020   | 2021   | 2022   |

Haguenau
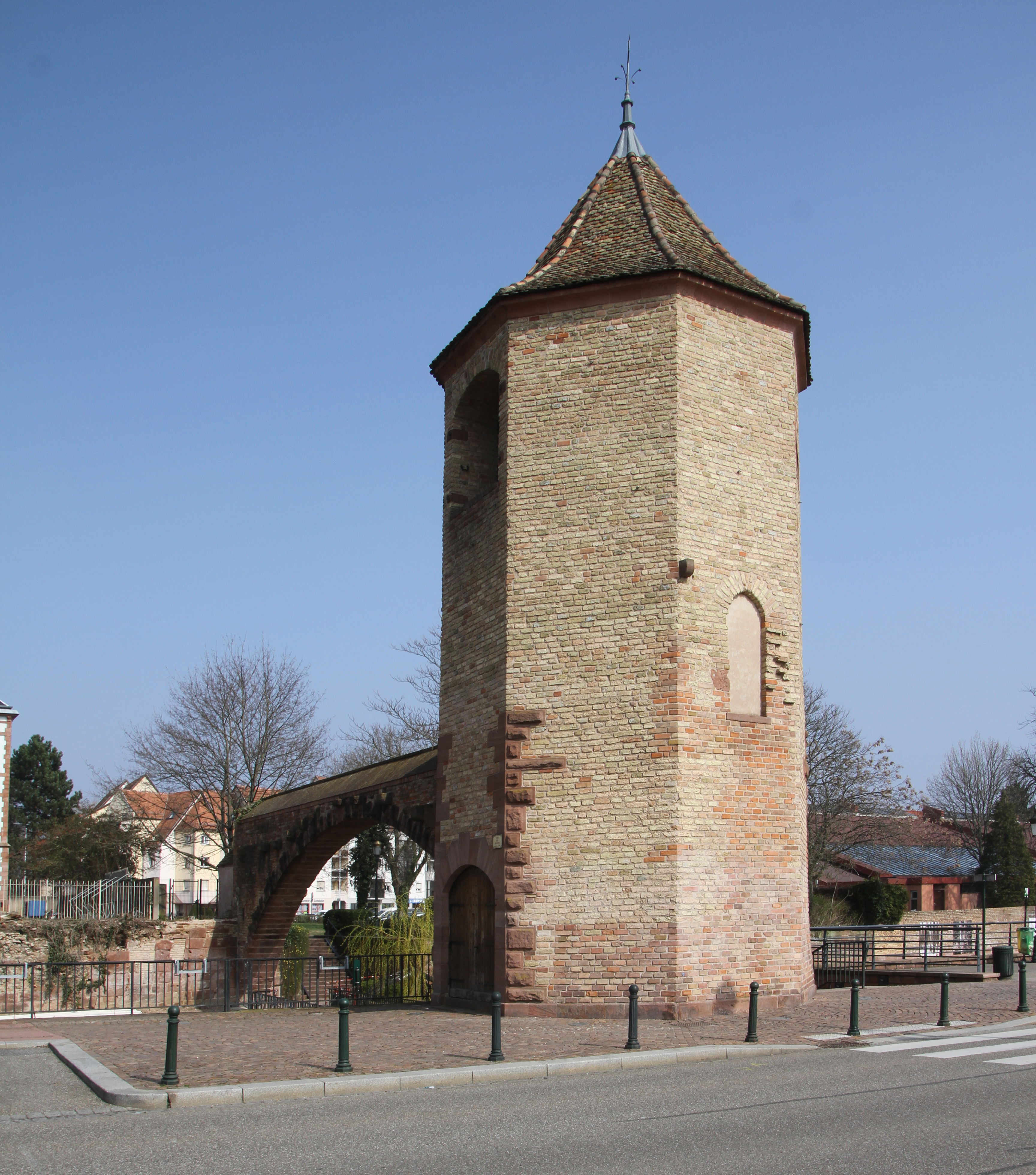
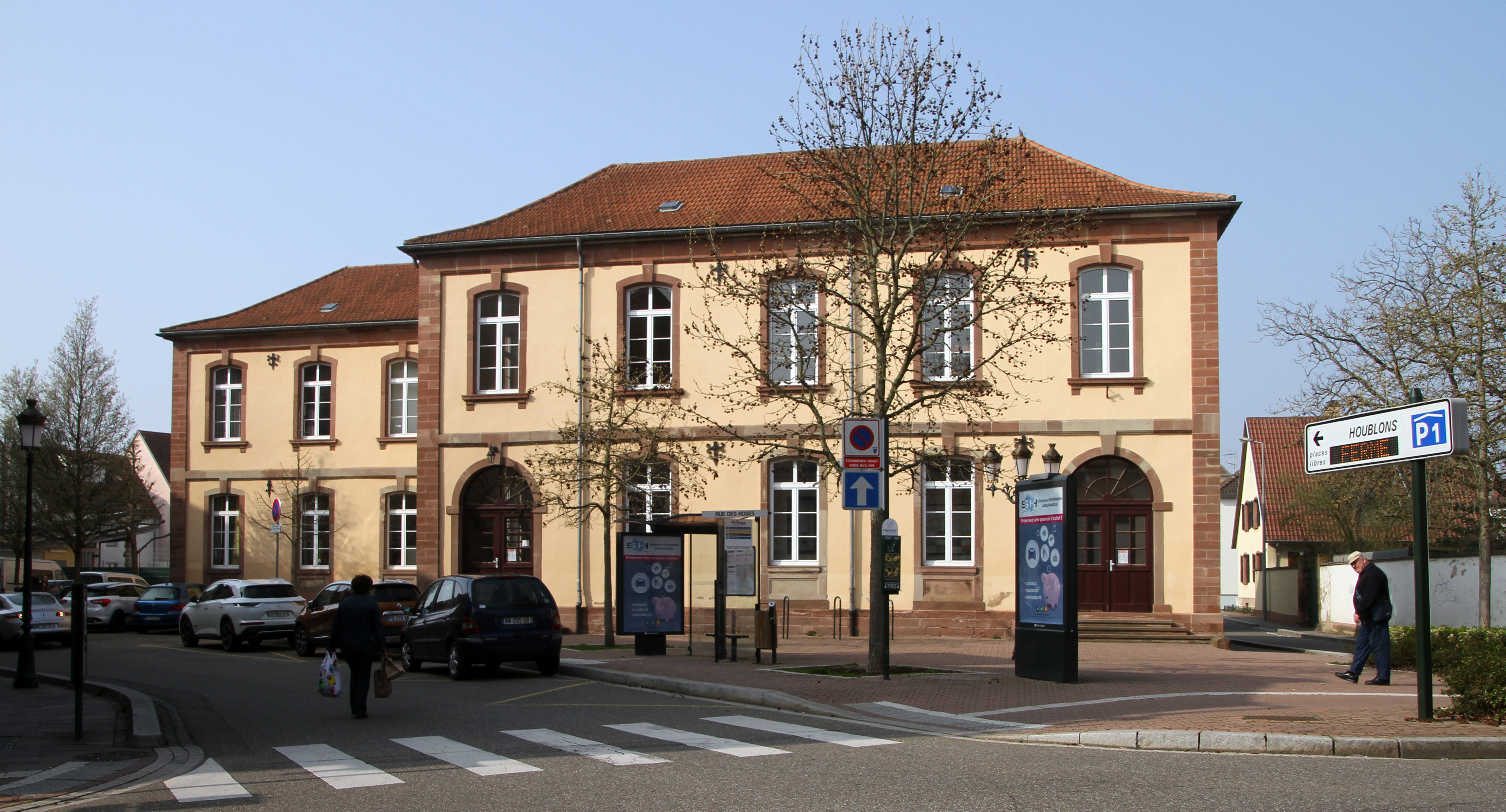
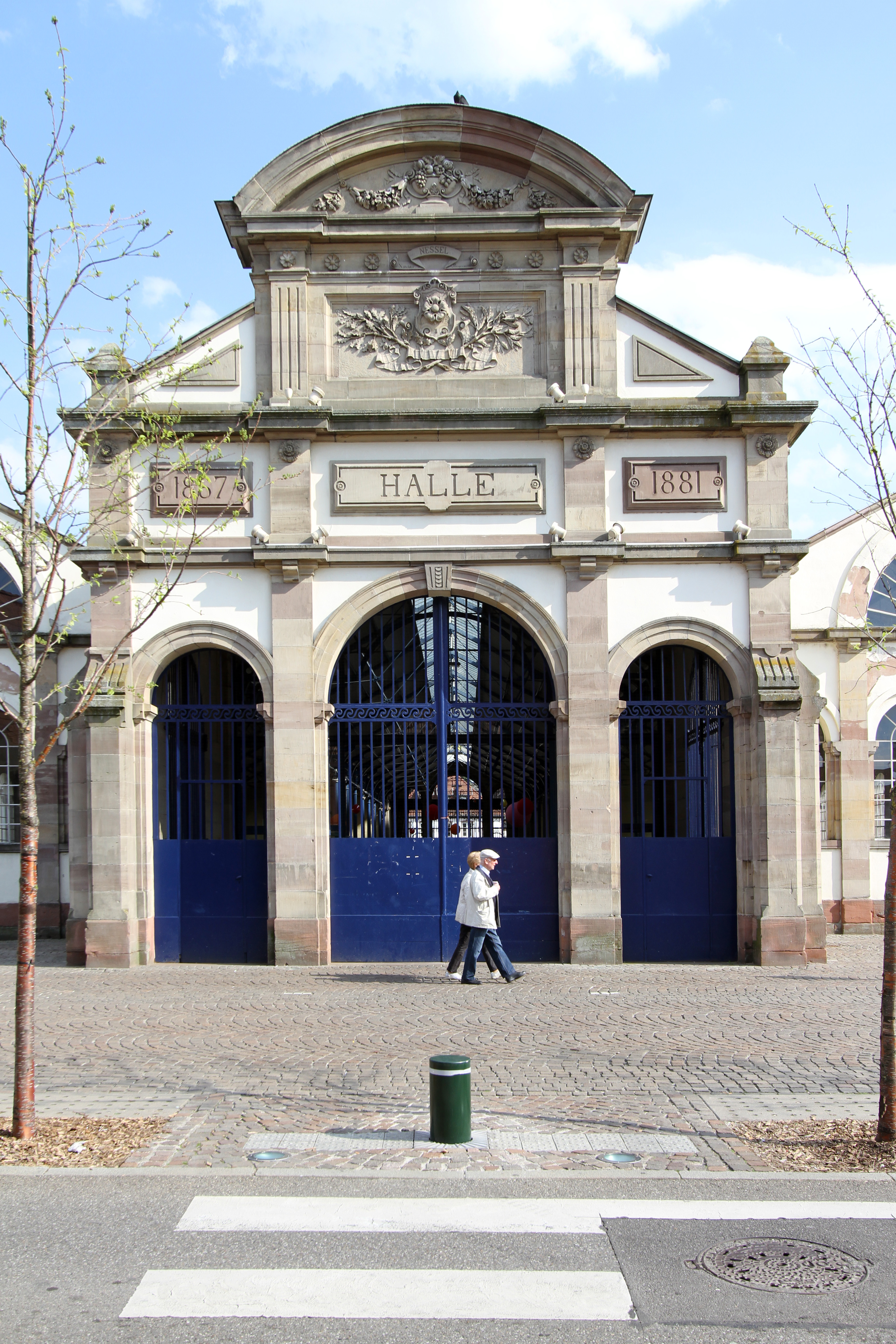
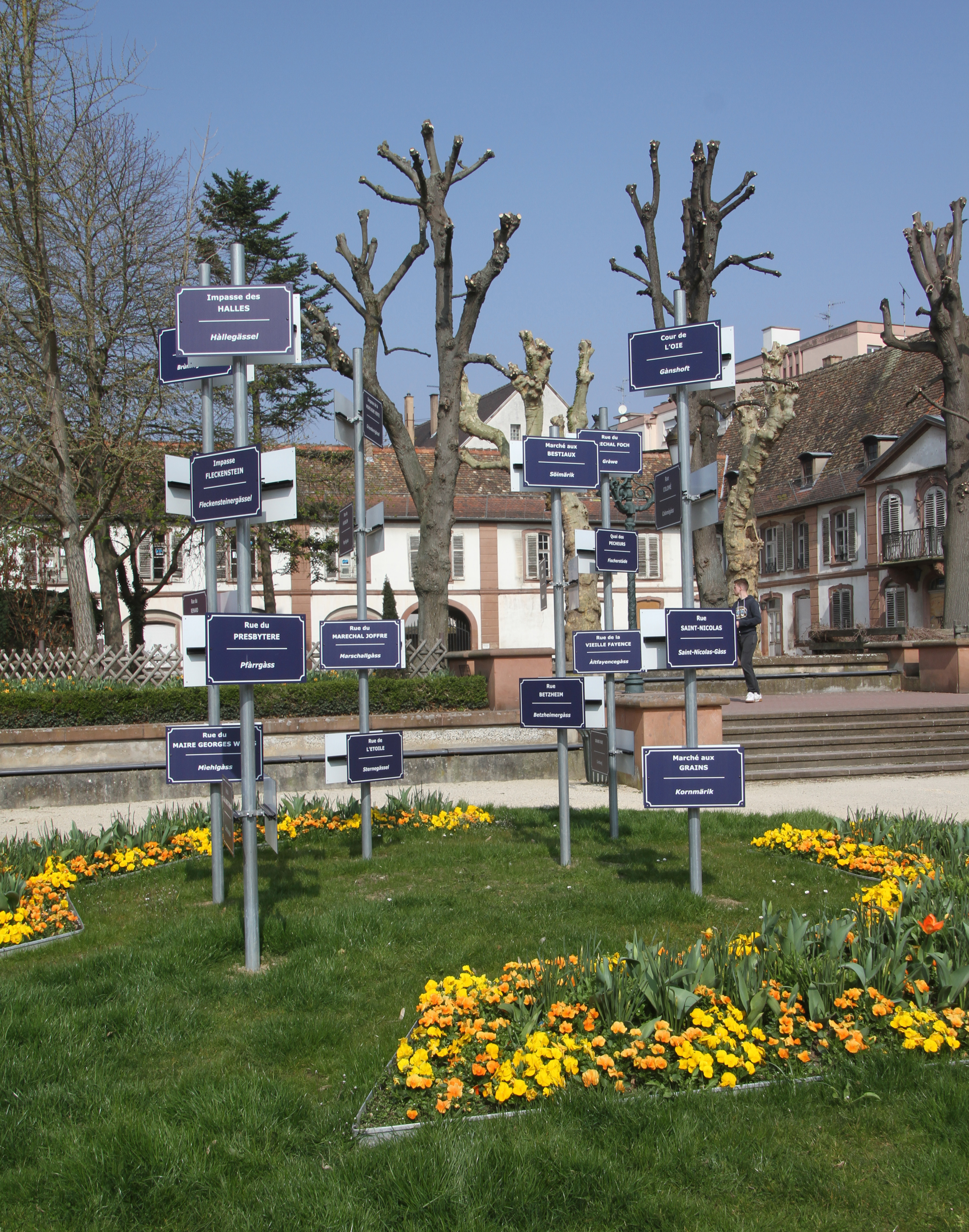
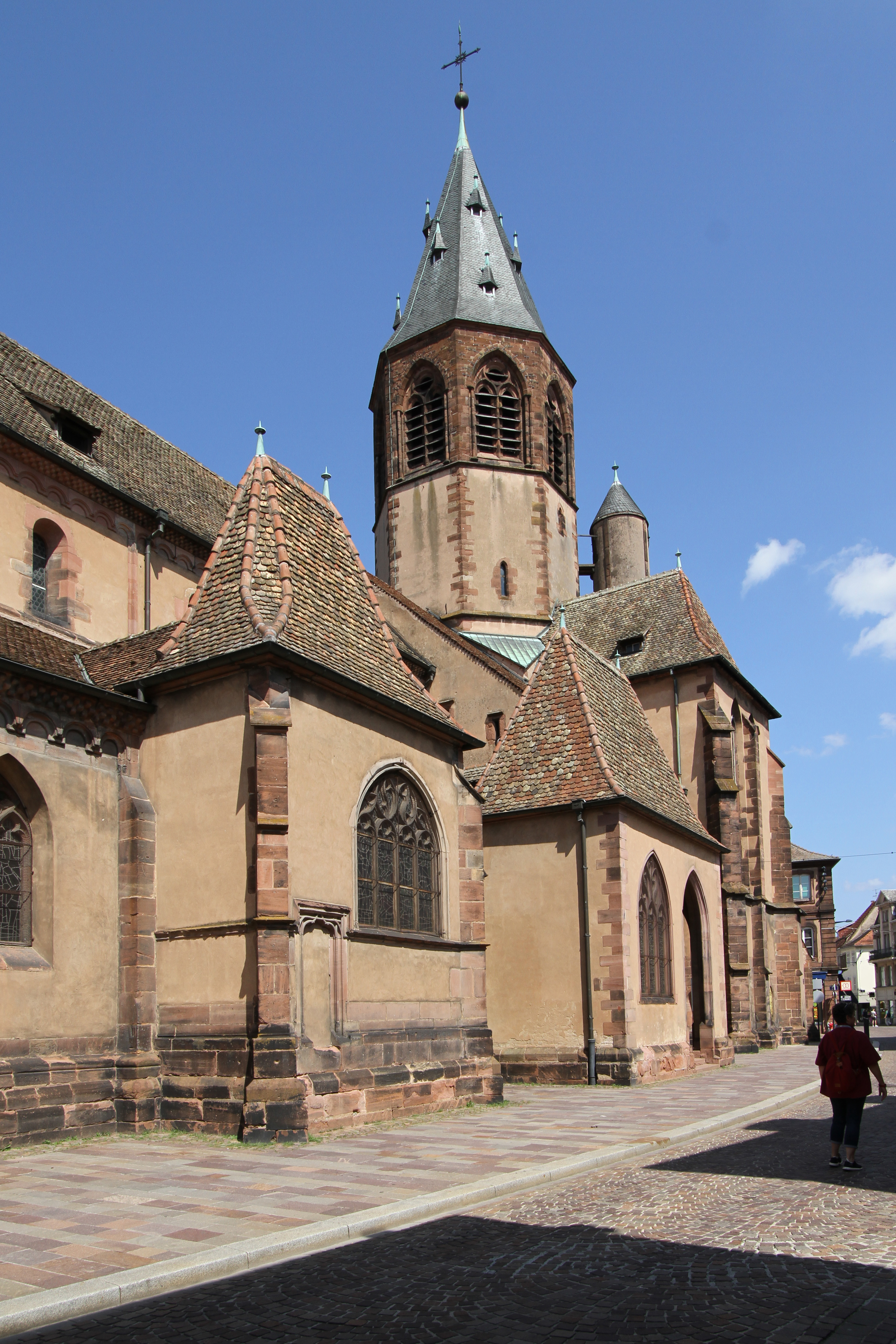
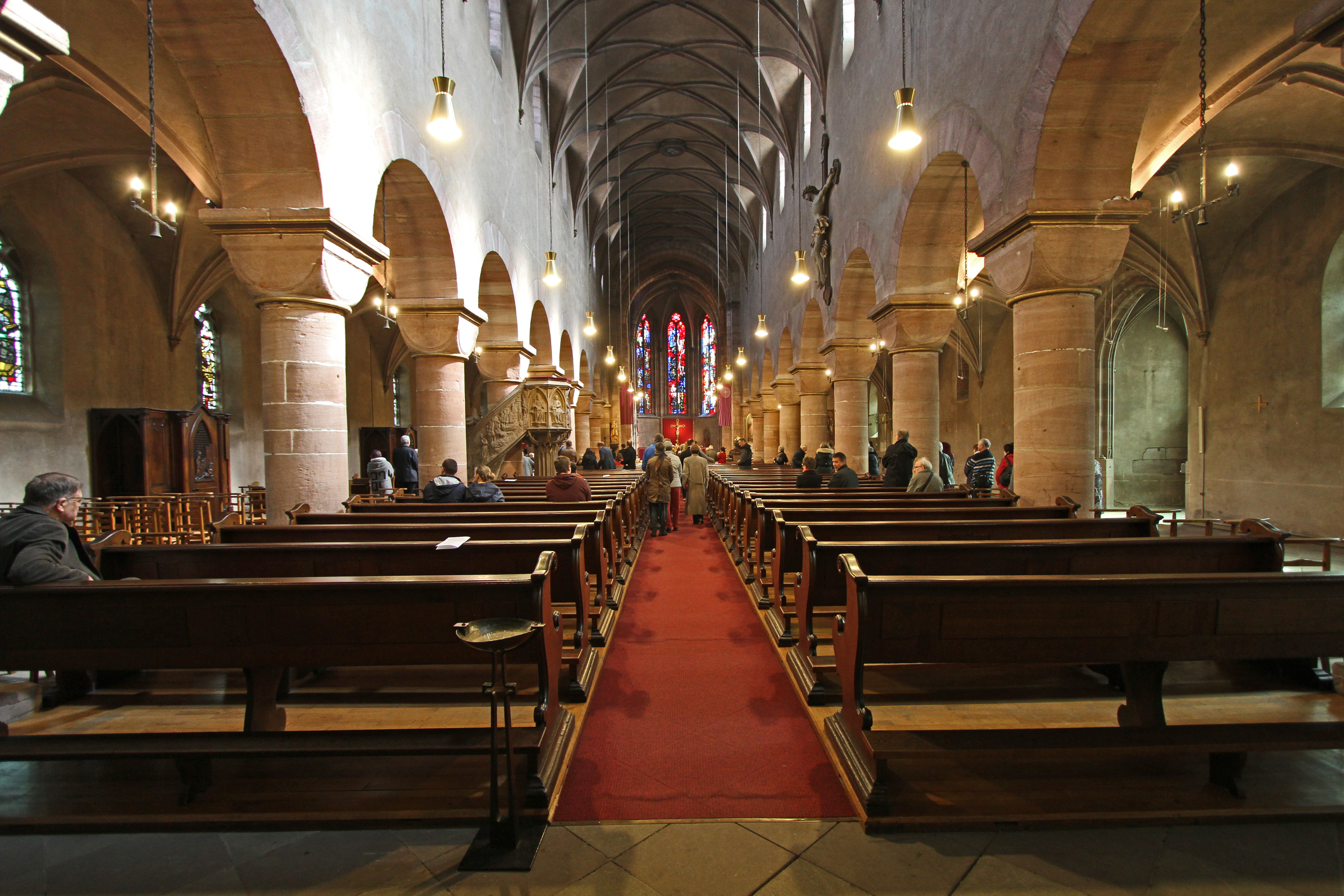
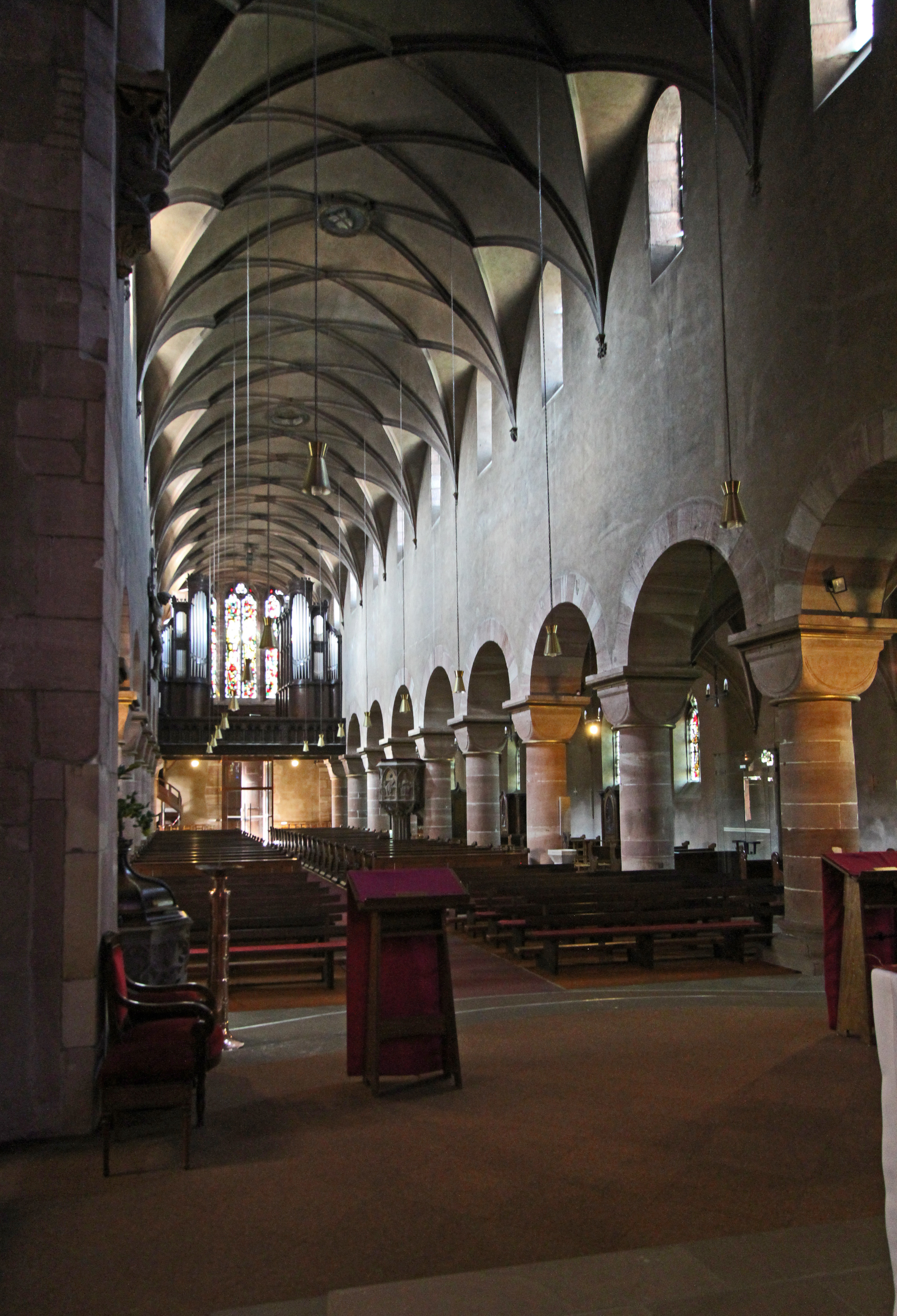
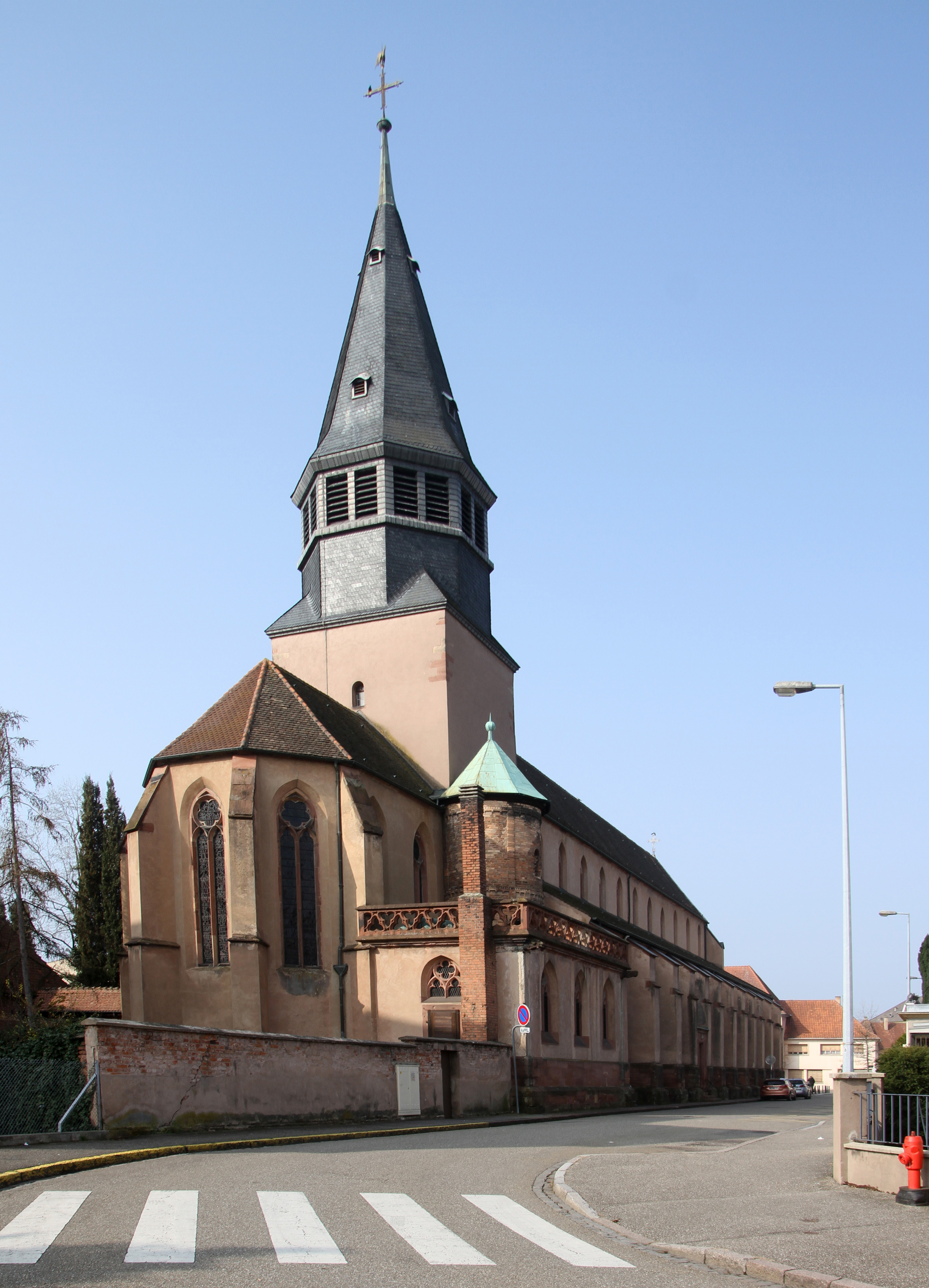
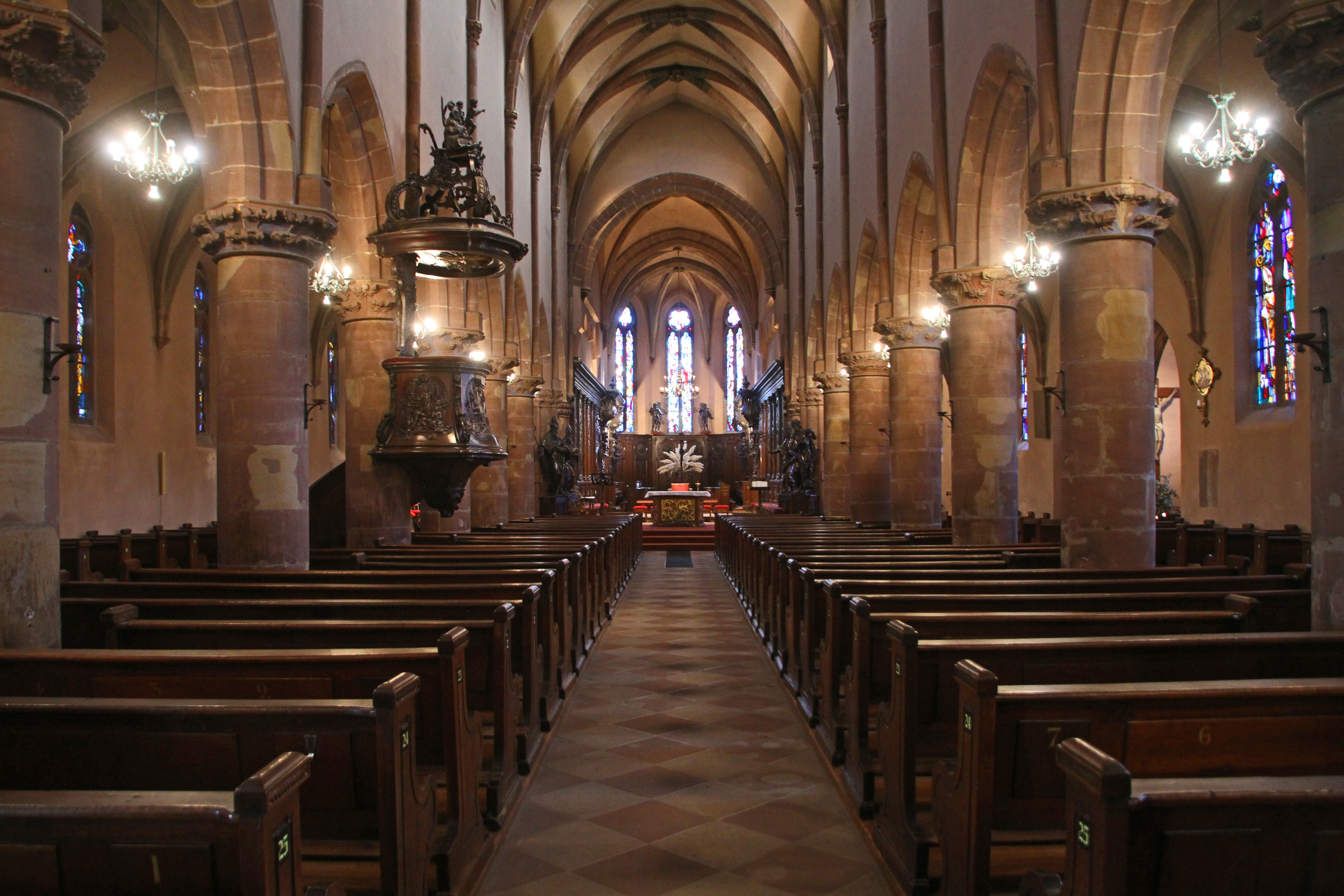
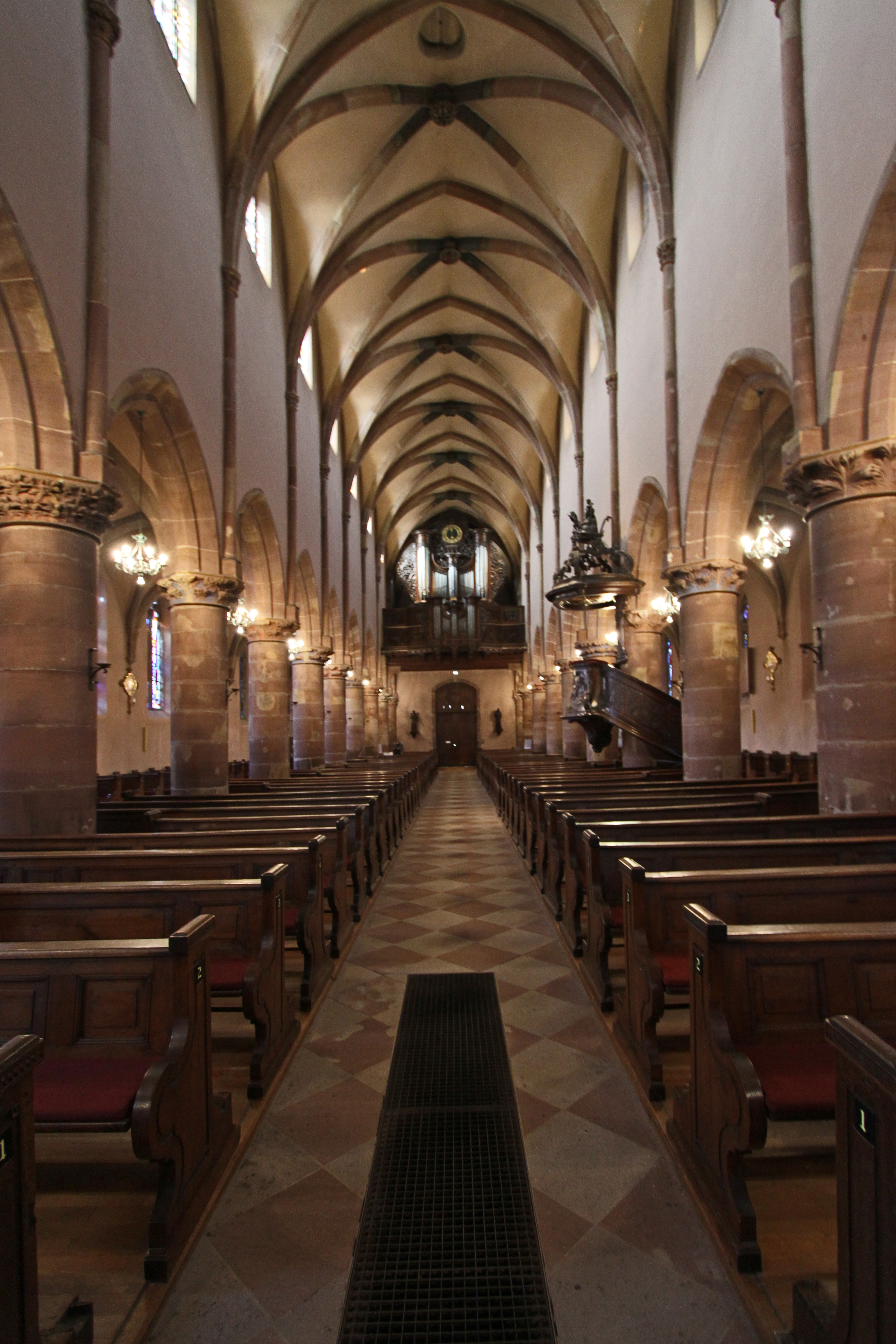
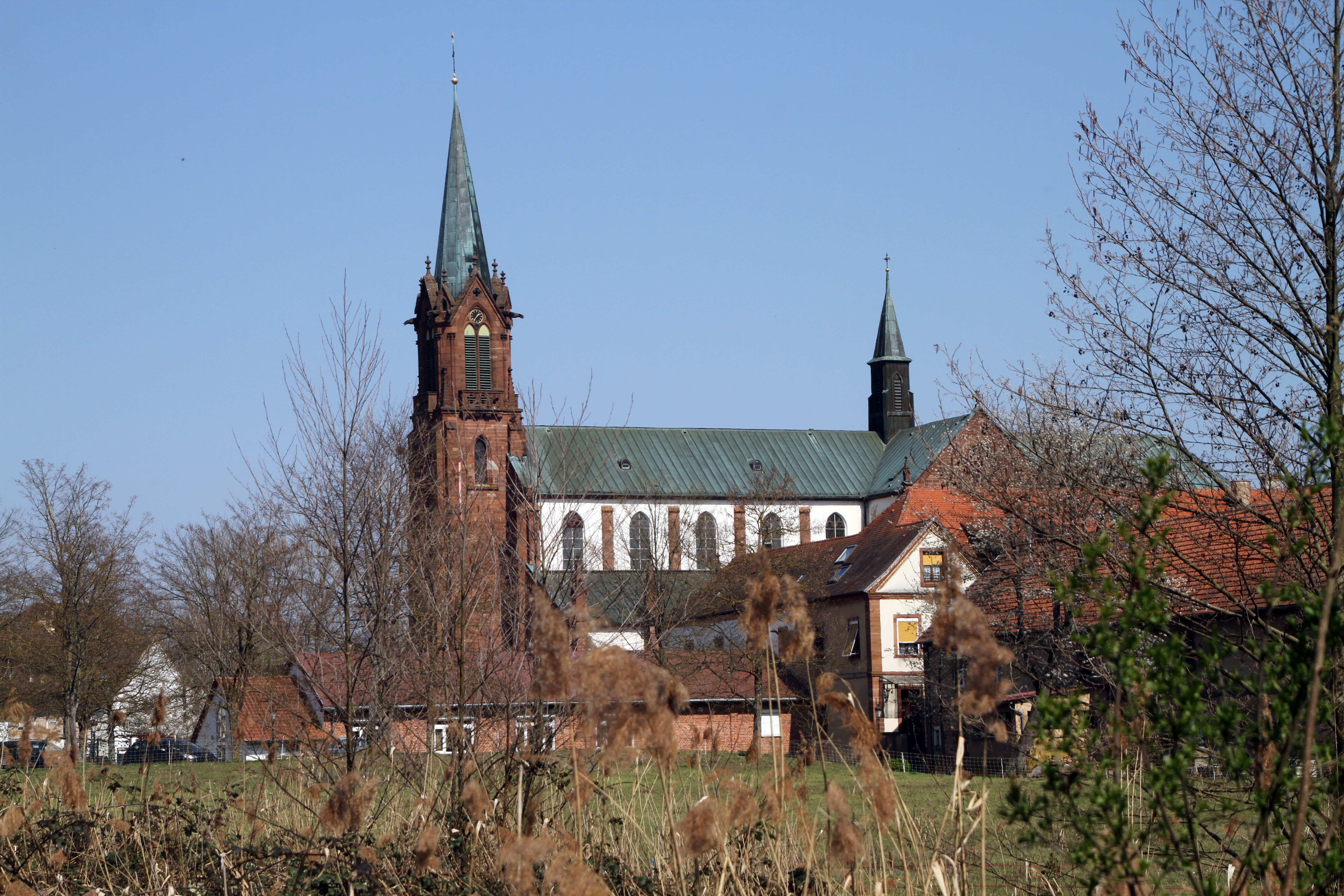
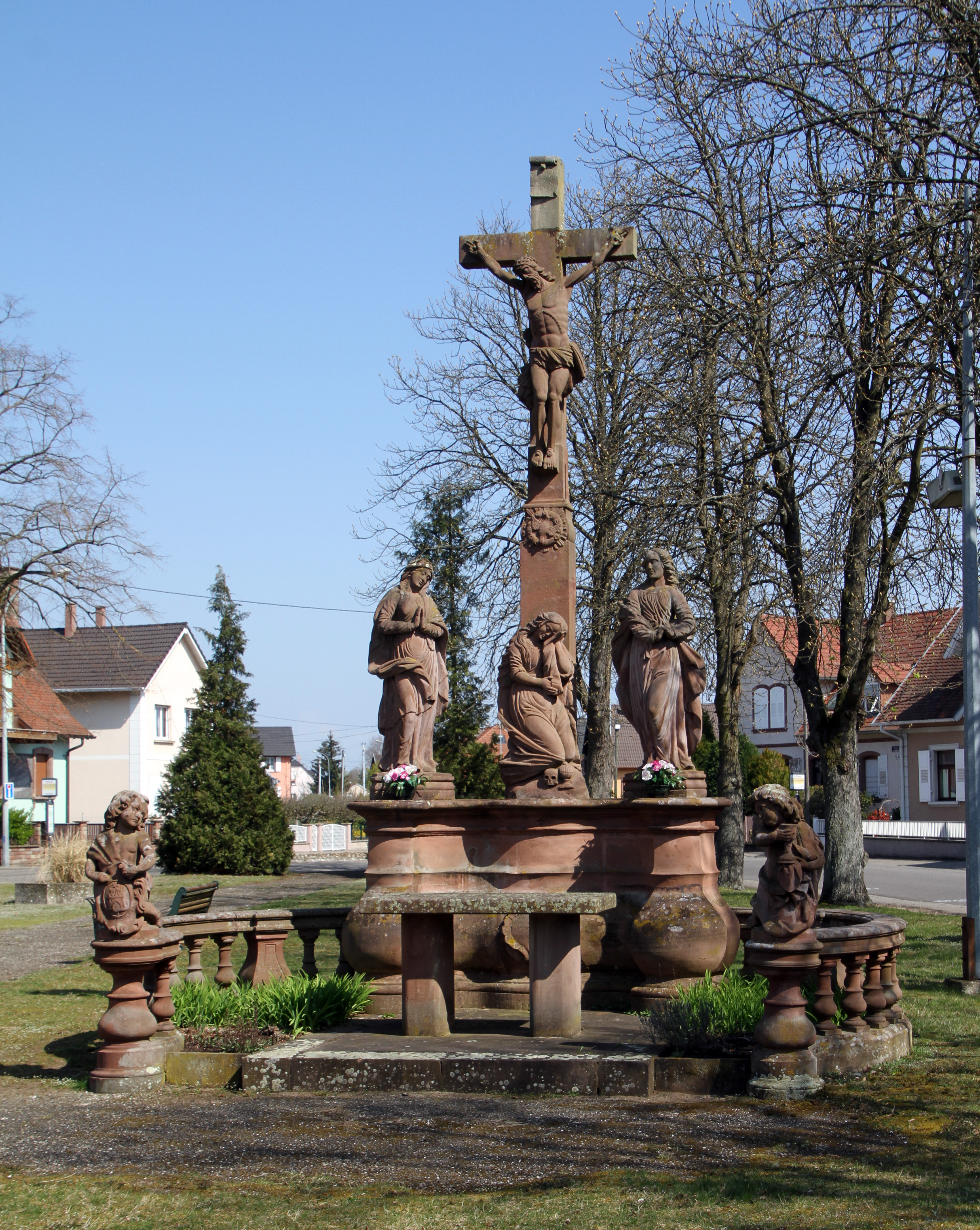